# Tranvías en la ciudad de Buenos Aires

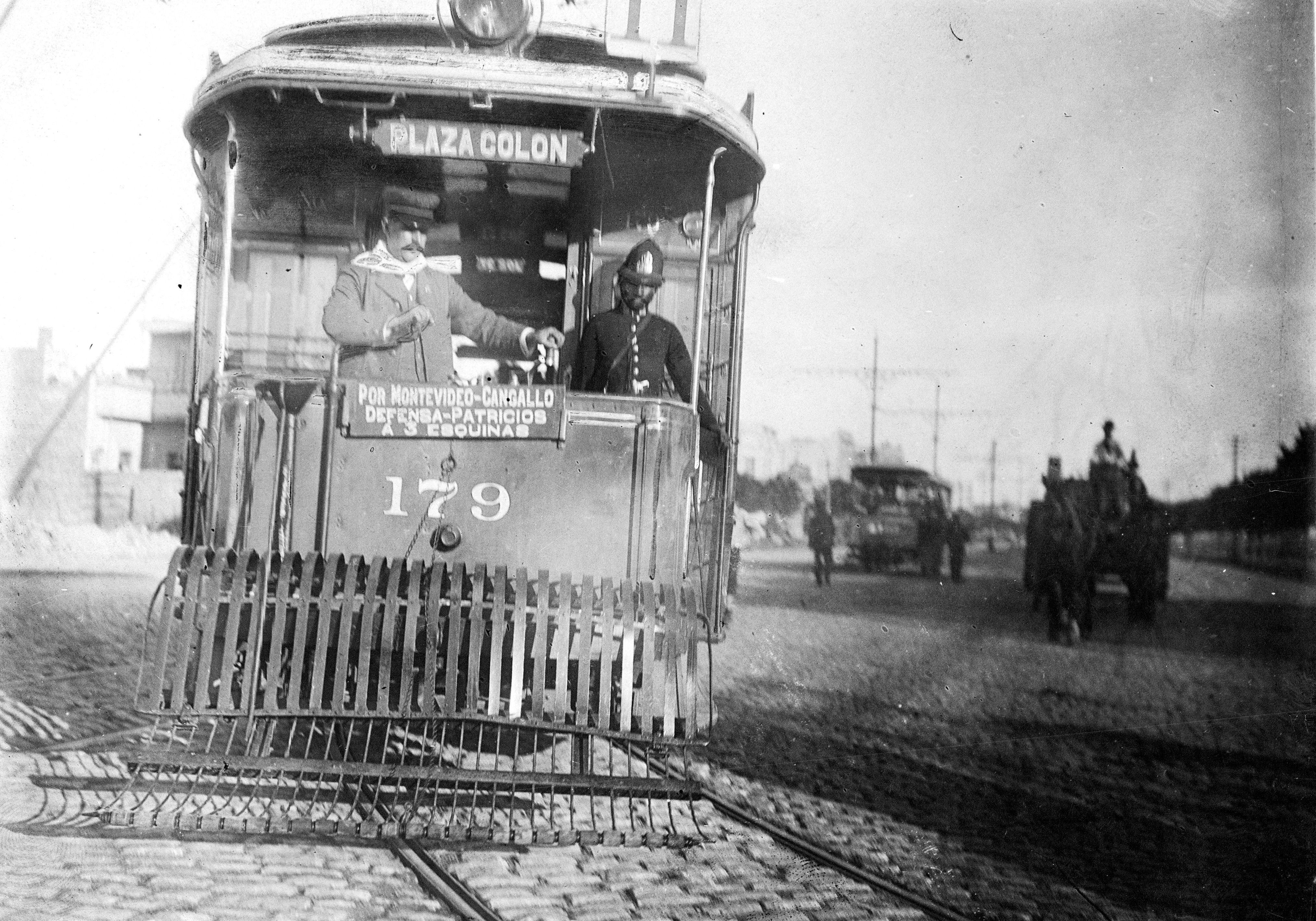
Tranvía recorriendo las calles de Buenos Aires en 1903

Los tranvías en la Ciudad de Buenos Aires empiezan a instalarse en 1863 como un servicio complementario de los Ferrocarriles, siendo el primero en inaugurarse en la República Argentina, permanecieron en funcionamiento durante casi un siglo hasta que la red de tranvías metropolitanos fue intempestivamente levantados entre 1959 y 1962 durante el gobierno de Frondizi. La última unidad círculo hasta 1962, desde ese año no hubo más servicios de tranvías en Buenos Aires.

## Historia

Plano de la red tranviaria de la Ciudad de Buenos Aires en 1938.

Sus inicios empiezan con la concesión que la Legislatura de la Provincia de Buenos Aires le otorga a Eduardo A. Hopkins el 27 de junio de 1857 para la instalación de un Ferrocarril que enlazara Buenos Aires con San Fernando, firmado por el gobernador Valentín Alsina, y el empresario. En su artículo 1°, se especificaba que se debía construir un Ferrocarril (tranvía) de tracción a sangre (caballos) desde la Aduana Nueva (que estaba detrás de la casa Rosada), que recorriera el costado oeste de la Usina de Gas (Aproximadamente donde hoy se emplaza la Torre de los Ingleses), y desde allí por locomotoras hasta el canal de San Fernando, por el bajo del Río de La Plata.
De este proyecto, se inician los estudios, determinación de traza, y planos. El 28 de junio de 1859 se renueva el proyecto, mejorando su oferta, incluyendo una garantía del Estado, las obras avanzan hasta que en 1860 llegan al barrio de Belgrano, en ese entonces un pueblo autónomo cercano a Buenos Aires sobre esta base se forma en Londres la "The Buenos Aires & San Fernando Railway Company Limited", cuyos estatutos son aprobados por el Estado de Buenos Aires el 26 de mayo de ese año. 

Plano de las líneas tranviarias en la Ciudad de Buenos Aires en 1940.

Entre el 29 y 30 de agosto, la tormenta Santa Rosa provocó una creciente que arrasó con parte del terraplén, lo que llevó a la quiebra del constructor, pero el empresario Hopkins siguió a cargo de la misma hasta que caducó la concesión.[cita requerida] Dadas las sumas invertidas y los trabajos realizados, se realiza una nueva concesión, esta vez en favor José Rodney Crosky. Los términos del contrato fueron similares al anterior, y aceptados el 25 de febrero de 1862.
El 17 de octubre de 1862 se aceptó realizar una transferencia de la concesión, a otra empresa con base en Londres, la "Ferrocarril del Norte de Buenos Aires", constaba de cuatro líneas numeradas como I, II, III y IV. La línea I correría entre Plaza de Mayo y Plaza Once, la II entre Retiro y Constitución, la III entre Plaza de Mayo y Belgrano y la IV entre Plaza Once y la plaza Primera Junta. En ese momento, la empresa era propietaria del 80% de los 875 kilómetros de vías tranviarias que había en Buenos Aires y de 3000 de los 4000 coches que formaban la flota total de tranvías de la época para 1930.
Seguidamente, el 1 de mayo de 1933 se firmó el tratado Roca-Runciman, entre el vicepresidente de la República Argentina, Julio Argentino Roca (hijo) y el encargado de negocios británico, Walter Runciman Argentina aceptó la liberación de impuestos para productos británicos al mismo tiempo que tomó el compromiso de no habilitar frigoríficos de capitales nacionales. Aceptó Banco Central de la República Argentina con competencias para emitir billetes y regular las tasas de interés bajo la conducción de un directorio con fuerte composición de funcionarios del Imperio Británico. No obstante todas estas concesiones, se le adjudicó además al Reino Unido el monopolio de los transportes de Buenos Aires. El 10 de marzo de 1944 tras asumir la presidencia el Pte Edelmiro Julián Farrell una de sus primeras medidas fue lanzar una auditoría sobre la Corporación de  Transporte de Buenos Aires en manos británicas desde el pacto Roca Runciman. Tras la anulación del mismo en 1942, los tranvías fueron nacionalizados. El ministro Juan Pistarini lanza una renovación del parque tranviario a través de empresas nacionales con el objetivo de fomentar la industrialización. La red fue extendida fuera del centro a los barrios periféricos de la Capital y hacia las localidades del cordón industrial del Gran Buenos Aires. Entre 1942 y 1950 la red aumentó de 1230 km y 900 tranvías  a más de 3500 unidades y 9800 km servidos.
A inicios de la década del 50 se produjo el auge de los tranvías con alrededor de 4100 unidades en funcionamiento y 10.750 kilómetros de lineas operativas.

## Desaparición
A partir de 1960 comenzó la desaparición de este medio de transporte. En esa oportunidad la línea 29 fue la que dejó de circular y al cabo de siete años se pasó de 67 a 44 líneas. Sin embargo el proceso se aceleró a partir del decreto del 25 de noviembre de 1961, que dispuso que a partir del 24 de diciembre de 1962 (durante la Nochebuena de la Navidad) empezaría a suprimirse el servicio.
Con relación a los argumentos esgrimidos para justificar su desaparición, Aníbal Trasmonte informaː

A comienzos de la década de 1960, el proceso de desnacionalización transfirió los ómnibus a manos privadas. Se entregaron 585 Leyland comprados nueve años atrás, de los cuales 401 (el 68,5%) estaban en condiciones de funcionamiento. Casi todos los otros figuraban oficialmente "en reparación", aunque de hecho algunos estaban inutilizables. Los vientos de renovación fueron radiándolos de servicio. Algunas empresas, como Transporte Automotor Riachuelo, consiguieron recuperarlos y se sirvieron de ellos un lustro más.

En agosto de 1961, ante el anuncio de la desaparición del sistema tranviario, el Ministerio de Obras y Servicios Públicos de la Nación acordó la compra de 490 ómnibus a la casa inglesa, por un valor de 3,75 millones de libras: 240 Olympic EL 44.21 MCW integrales y 250 Royal Tiger Worldmaster EL 44 RT/21, 75 carrozados por Marshall Motor Bodies, 75 por MCW, todos de 44 asientos. Los 100 restantes eran chasis a carrozar en Argentina.
La operación fue autorizada por el decreto 8585 y formó parte de la última gran importación de vehículos automotores para transporte de pasajeros. Había un inmenso parque móvil a reemplazar, y el gobierno optó por ómnibus ingleses, alemanes, brasileños y holandeses, en descrédito de la industria local, que puso el grito en el cielo… y al grito se lo llevó el viento.

Después de un siglo en funcionamiento sirviendo al gran Buenos Aires.

Con el último servicio del 13 de marzo de 1962, las líneas de tranvía 84 y 99 entraron por última vez a la estación, para ver salir a los nuevos ómnibus al día siguiente.
Aníbal Trasmonte, 2006. Modelos Leyland.

En el barrio de Belgrano, el 26 de diciembre de 1962, se hizo un homenaje de despedida y los tranvías dejaron de circular para fines de febrero del año siguiente. En esa oportunidad se despidió a un coche tirado por caballos que pertenecía al Tramway 11 de Septiembre. Atrás de este coche seguían otros dos coches eléctricos. El acto, que culminó en la intersección de las avenidas Cabildo y Juramento, había sido organizado por el Centro de Comerciantes de Belgrano.

El último tranvía
Que rueda todavía
Se va, se va, se va
Qué lástima me da
Pues ya no volverá
- Canción de "El Último Tranvía" de María Elena Walsh

## Enlaces relacionados
- Asociación Amigos del Tranvía

- Datos: Q17631962
- Multimedia: Trams in Buenos Aires / Q17631962

1. ↑  Greño Velasco, Jorge Enrique (1973). «El tratado Roca-Runciman, en perspectiva histórica». Revista de Política Internacional (128): 176. «La cláusula de «tratamiento benévolo al capital británico» originó serios problemas. Este fue el talón de Aquiles del Convenio y la clara ventaja obtenida por los británicos, sobre todo a través de la Corporación de Transportes de la Ciudad de Buenos Aires, en contra de los intereses de pequeños propietarios, y en el orden nacional, de la Coordinación de los Transportes, en contra del transporte automotor, demuestran debilidades de
muy difícil justificación.»